# Nationalpark Lorentz
Der Nationalpark Lorentz (Indonesisch: Taman Nasional Lorentz) in Westneuguinea, Indonesien, von der Fläche eines mittleren deutschen Bundeslandes (23.555 km²) ist der größte Nationalpark in Südostasien. Er ist der einzige Park, der sich von äquatornahen Gletschern bis zum tropischen Meer erstreckt. Er umfasst Tieflandregenwald, Bergregenwald, Subalpine Vegetationszone, Torf- und Süßwasser-Sumpfwald und Mangroven. Seine vielfältige Geologie an der Bruchstelle zweier Kontinentalplatten enthält Fossilienfundstellen, die Zeugnis ablegen von der Evolutionsgeschichte in Neuguinea. Der Nationalpark wurde nach dem Niederländer Hendrikus Albertus Lorentz benannt.

## Geographie
Im Nordwesten des Parks liegt der höchste Berg Ozeaniens, die Carstensz-Pyramide (Puncak Jaya, 4884 m) und seine Gletscher, im Süden die Arafurasee, im Westen grenzt der Park an das Konzessionsgebiet der Grasberg-Mine von Freeport-McMoRan. Große Teile des Parkes sind wissenschaftlich noch nicht erforscht. Einerseits ist der Dschungel des Parks äußerst unzugänglich, andererseits ist es schwierig eine Zutrittserlaubnis zu erhalten, da das Militär die Befreiungsbewegung Papuas in dem Gebiet vermutet.

## Fauna und Vegetation
Der Nationalpark beherbergt etwa 80 % der Säugetierarten und 65 % der Vogelarten Westpapuas, zahlreiche noch unerforschte Pflanzen und Tiere sowie acht Indigene Völker wie die Asmat, Amungme (Damal), Nakai (Asmat Keenok), Sempan, West Dani und Kamoro. Durch den Druck von Umweltschützern wurde der Park 1999 unter Präsident Bacharuddin Jusuf Habibie von der UNESCO als Naturdenkmal auf die „World Heritage List“ aufgenommen und gehört somit zum Weltnaturerbe.
Besonders bedeutend ist der Park durch seine Größe und die Biodiversität, Reichhaltigkeit und Repräsentativität seiner Tier- und Pflanzenwelt. Fast 90 % sind unberührter natürlicher Regenwald. Säugetierspezialisten halten den Park für die bedeutendste Region im Australo-Pazifischen Raum für die Biodiversität von Säugetieren.
Im Park leben etwa 164 Säugetier-, 324 Reptilien- und 650 Vogelarten. Die Zahl der Insektenarten wird auf etwa 150.000 geschätzt. Unter den Säugetieren einmalig sind die so genannten Kloakentiere, von denen zwei Arten im Park leben, der Kurzschnabeligel (Tachyglossus aculeatus) und der Westliche Langschnabeligel (Zaglossus brujini). Daneben sind die Säuger vor allem durch Beuteltiere vertreten. Darunter sind mindestens vier Kuskus-Arten, der Neuguinea-Beutelmarder (Dasyurus albopunctatus) sowie mehrere Arten von Baumkängurus (darunter das neu entdeckte Dingiso). Unter den Vögeln sind zahlreiche bedrohte Arten wie der Helmkasuar (Casuarius casuarius), die Krontaube (Goura scheepmakeri) und der Borstenkopf (Psittrichas fulgidus). Zu den auffälligsten Arten unter den Reptilien zählen vor allem die beiden Krokodilarten, das Leistenkrokodil (Crocodylus porosus) und das Neuguinea-Krokodil (Crocodylus novaeguineae).

Nationalpark Lorentz; im Nordwesten die Grasberg-Mine

Eine der bedeutendsten Entdeckungen war 1994 der Fund eines neuen Baumkängurus genannt Dingiso (Dentrolagus mbaiso) durch Tim Flannery in der Gegend um Tembagapura bei der Freeport-Mine. Das auf dem Boden lebende Tier ist auffallend zutraulich und wird vom Stamm der Moni geschützt und als Ahne verehrt.

## Bedrohung
Gefährdet ist der Park auch durch die rapide Bevölkerungszunahme der auf über 100.000 Einwohner angewachsenen Stadt Timika, angelockt durch das Bergbauunternehmen Freeport. Vor dem Bergbau hatte Timika weniger als 2000 Einwohner. Das um die Mine zahlreich stationierte indonesische Militär verbessert seinen kargen Sold u. a. durch illegalen Holzeinschlag und Schmuggel seltener Vögel.

## Bergbau
Die größte Goldmine der Welt, die Grasberg-Mine, ist unmittelbar benachbart. Täglich werden 238.000 Tonnen Abraum über die Flüsse Aghawagon und Otomona in den Ajkwa-Fluss entsorgt. Kupfer und andere Schwermetalle gelangen bis in die Arafurasee und wurden auch schon im Grundwasser des Parkes in hohen Konzentrationen gefunden. Demgegenüber versteht sich das Lorentz National Park Conservation Project als gemeinschaftliche Initiative zur Erhaltung des kommunalen und ökologischen Erbes im Bereich des Lorentz-Nationalparks.
45 km südöstlich von Grasberg im Hoea-Tal befindet sich ein vermutlich reiches Erzvorkommen namens „Mamoa“. Geologen vergleichen es mit Grasberg, so hat es den Spitznamen „Grasbergs Sohn“ erhalten. Fünfzehn der weltgrößten Bergbauunternehmen haben jedoch 2003 ein Abkommen getroffen, Weltnaturerbe-Parks geologisch nicht zu erkunden.
Laut dem unveröffentlichten Konzessionsvertrag überschneidet sich Freeports „Contract Area B“ mit dem Lorentz-Nationalpark. Indonesisches Recht erlaubt Bergbau in Nationalparks, da Bergbau als eine höhere Form der Landnutzung angesehen wird als ein Park.